# 奥西奥拉国家森林

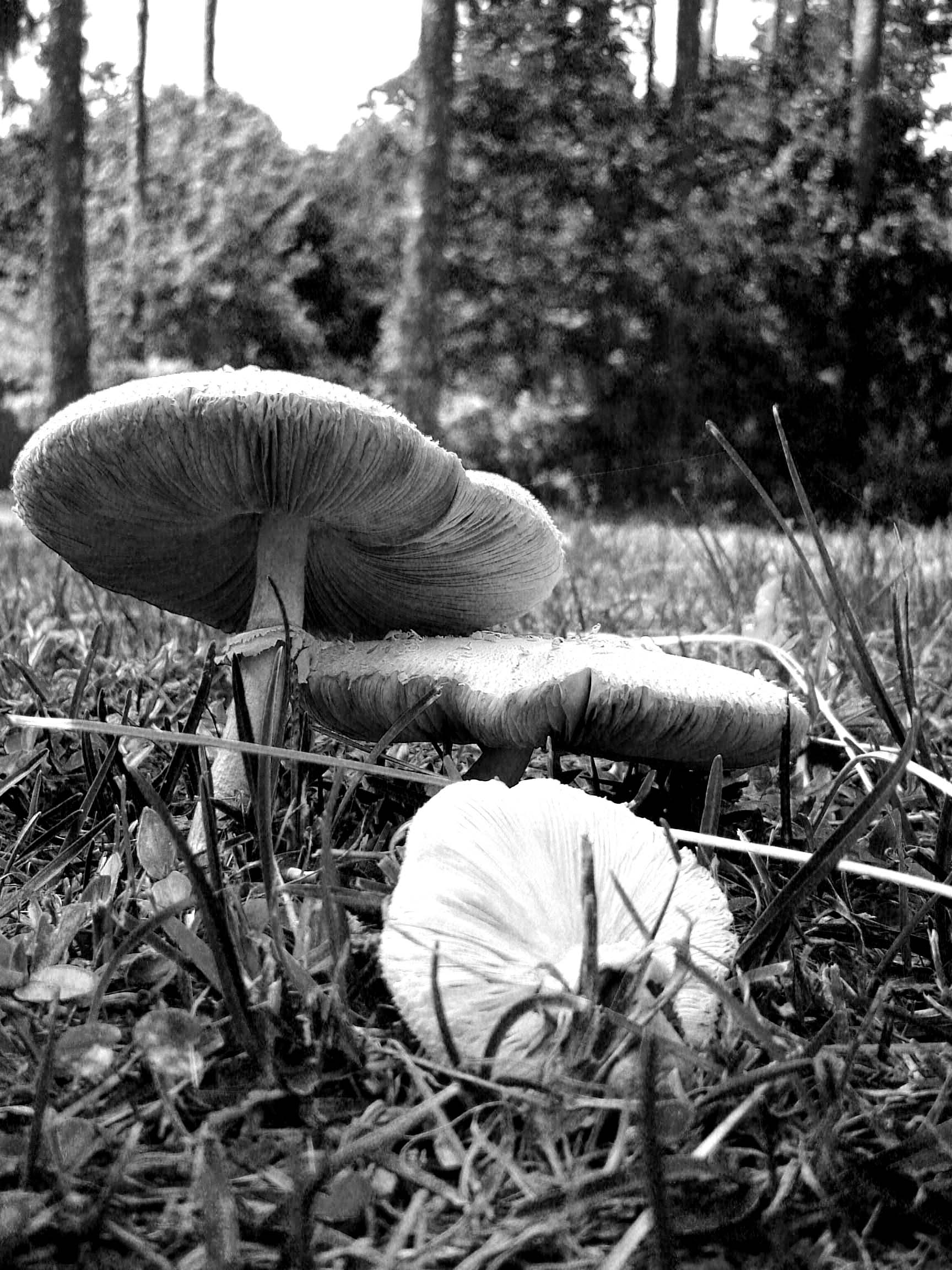
奥西奥拉国家森林内的蘑菇

奥西奥拉国家森林（英語：Osceola National Forest）是一座美国国家森林，位于佛罗里达州。奥西奥拉国家森林依照美国总统赫伯特·胡佛的法令于1931年7月10日设立，其名称是为了纪念美國原住塞米諾爾人战士奥西奥拉。